# Escut de Sri Lanka
L'escut de Sri Lanka en vigor actualment data del 1972, arran del naixement de la República Socialista Democràtica de Sri Lanka, abans coneguda amb el nom de Ceilan. És usat pel Govern i l'administració i apareix a la paperassa oficial, als passaports i al revers de les monedes, entre d'altres.
S'hi representa un lleó passant d'or que sosté una espasa amb la pota de la destra (el mateix lleó que apareix a la bandera estatal), ressaltant sobre un camper circular de color marró voltat de pètals daurats de lotus, la flor nacional. Tot plegat situat al capdamunt d'un atuell tradicional per guardar-hi el gra, del qual surten espigues d'arròs que envolten el cercle entral, símbol de prosperitat.
Com a timbre, la dharmacakra o roda del dharma, en al·lusió a la preeminència del budisme i al govern just. A la base apareixen els símbols heràldics tradicionals singalesos que representen el sol i la lluna.

## Història
Els portuguesos tenien un escut per al seu territori ocupat a Sri Lanka, al voltant de 1505–1658. Té un elefant en primer pla amb palmeres al voltant i altes muntanyes al fons.
No se sap quan es va adoptar l'escut del territori ocupat holandès de Sri Lanka. L'escut és d'un manuscrit que data de 1717 a 1720. Les armes són molt semblants a l'anterior portuguès amb un disseny modificat. Mostra la geografia de l'illa amb muntanyes i palmeres, amb un elefant i bales de canyella, i dos petits escuts. L'elefant s'utilitza perquè és un animal utilitzat per treballar a l'illa i simbolitza la força. Davant de l'elefant hi ha tres bales de canyella, que en aquell moment era el principal producte d'exportació, i l'elefant té una branca de canyella a la trompa.
Abans de la independència, Ceilan usava l'escut del Regne Unit com a emblema imperial i un escut específic per a la colònia, que en un primer moment contenia un elefant i uns cocoters i, més endavant, un elefant davant una stupa. L'elefant i els cocoters ja apareixien a l'escut que identificava la colònia neerlandesa de Ceilan. Quan, el 1948, l'illa va obtenir la independència del Regne Unit com a Domini del Commonwealth, es va crear una comissió encarregada de crear un emblema estatal, seguint les recomanacions de la qual es va adoptar un nou escut el 1952.
L'antic estendard del Regne de Kandy fou adaptat com a bandera estatal, de la qual va derivar el nou escut, de camper circular de color marró amb un lleó passant d'or sostenint una espasa. L'escut era envoltat per pètals de lotus i timbrat amb la corona reial.
L'escut actual de la República Socialista Democràtica de Sri Lanka data de 1972, segons el guiatge de Nissanka Wijeyeratne,secretari permanent del Ministeri d'Afers Culturals i president de la Comissió per al Disseny de la Bandera i l'Emblema Nacionals. El disseny fou obra del monjo budista i escultor Mapalagama Wipulasara Maha Thera.

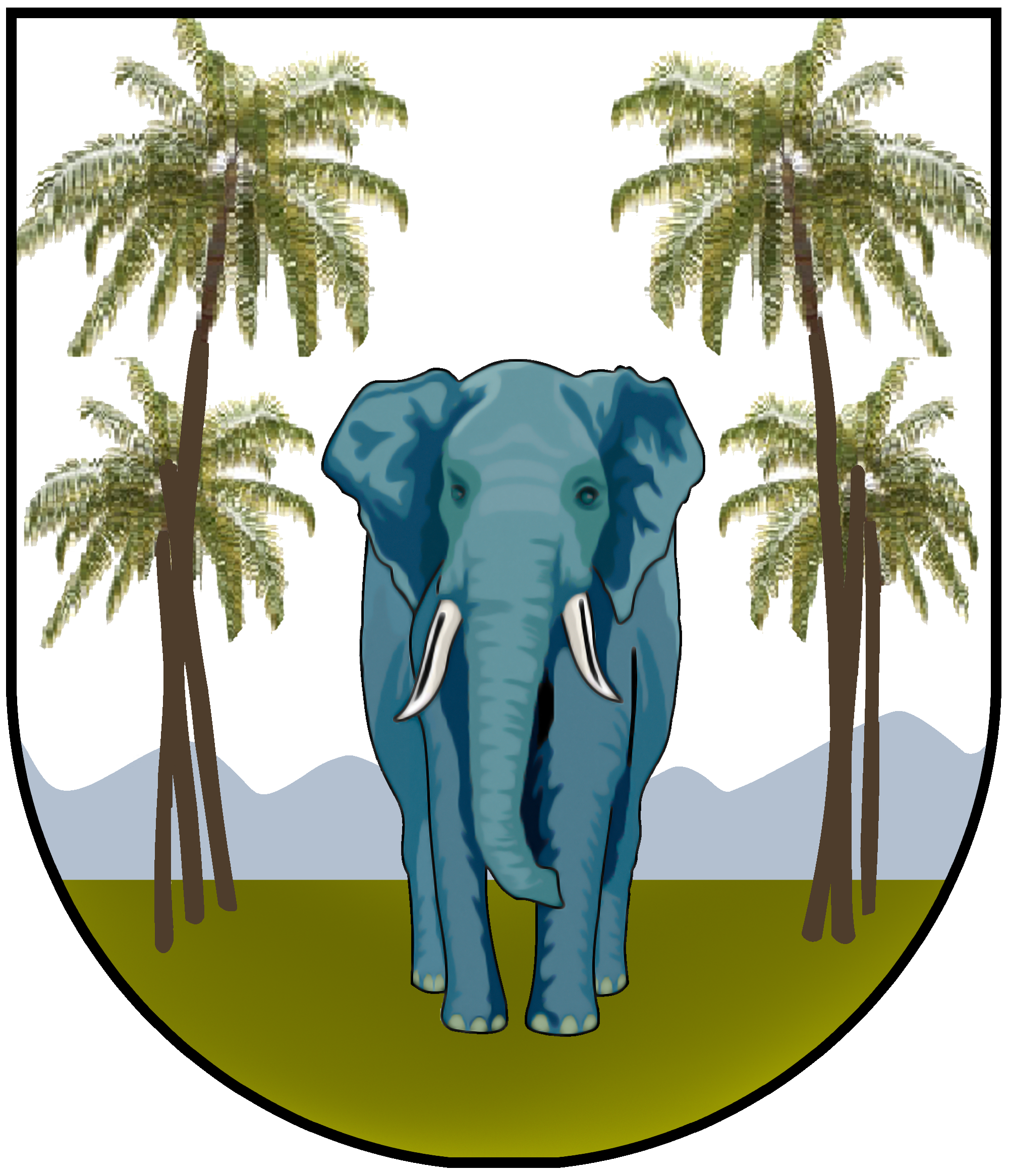
Escut d'armes de l'època portuguesa a Ceilan (1505-1658)
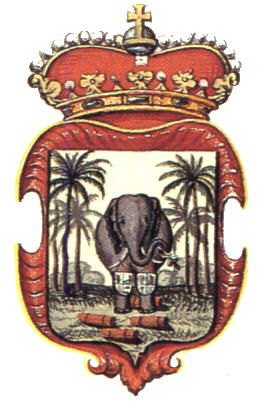
Colònia neerlandesa de Ceilan (1602-1796)
Primer escut de la colònia britànica de Ceilan (1802-1948)
Estat independent de Ceilan (1952-1972)